# Japanska alperna

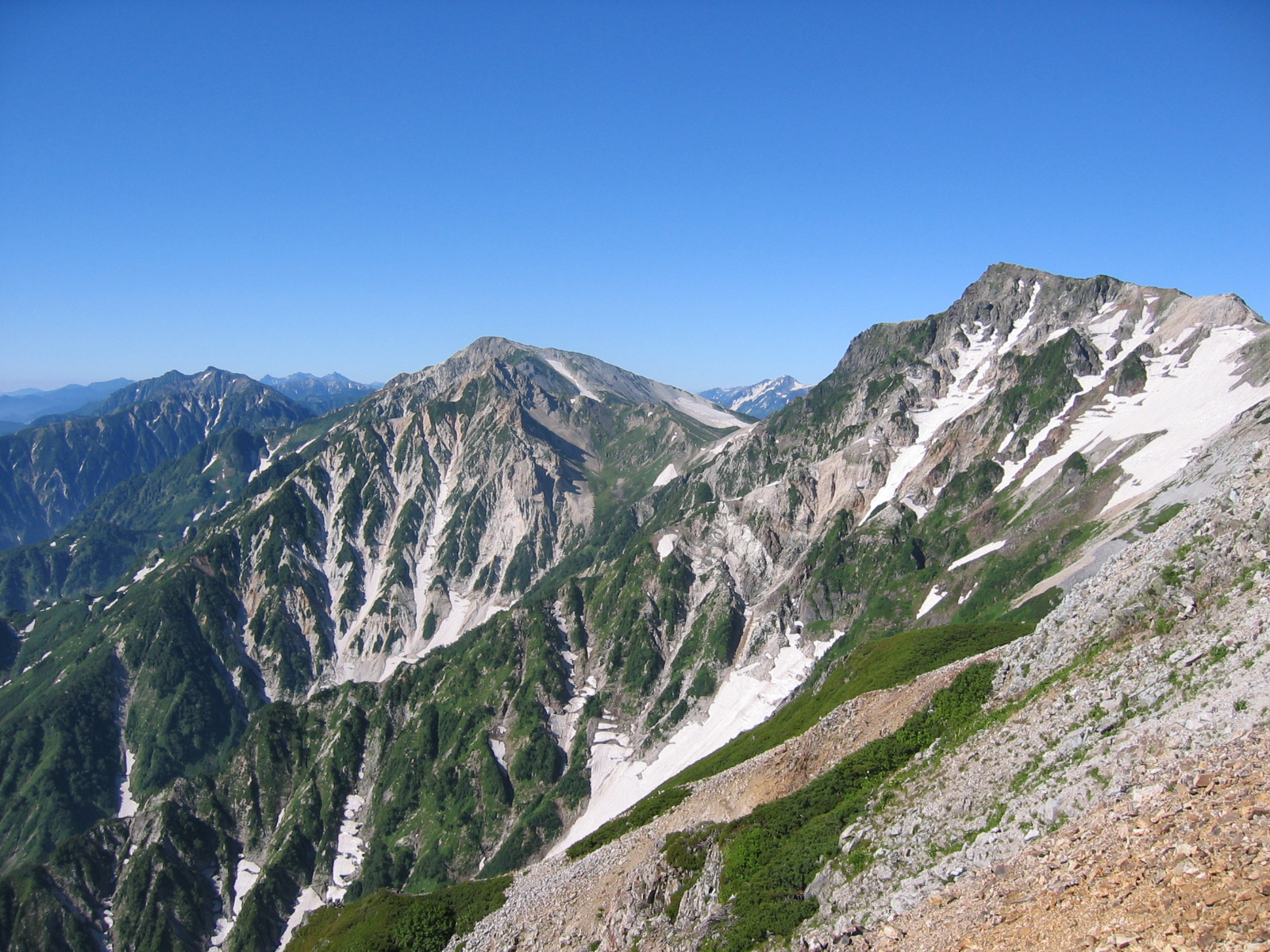
Hakubatopparna. Från vänster: Kashima-yarigatake, Hakuba-yarigatake, Shiroumadake.

Japanska alperna (japanska: 日本アルプス?, Nihon Arupusu) utgörs av flera bergskedjor i Chuburegionen på centrala Honshu i Japan. De delas in i tre bergskedjor: 
- Norra alperna (eller Hida-bergen), sträcker i nordsydlig riktning. Dess rygg utgör gränsen mellan i väster Gifu och Toyama prefekturer och i öster Nagano och Niigata prefekturer.
- Centrala alperna (eller Kiso-bergen) ligger till största delen i Nagano prefektur och något in i södra Gifu.
- Södra alperna (eller Akaishi-bergen) sträcker också i nordsydlig riktning. Dess rygg utgör gränsen mellan i väster Nagano prefektur och i öster Shizuoka och Yamanashi prefekturer i öster.

Sitt europeiskklingande namn fick bergen av den brittiske missionären Walter Weston. (1861-1940)

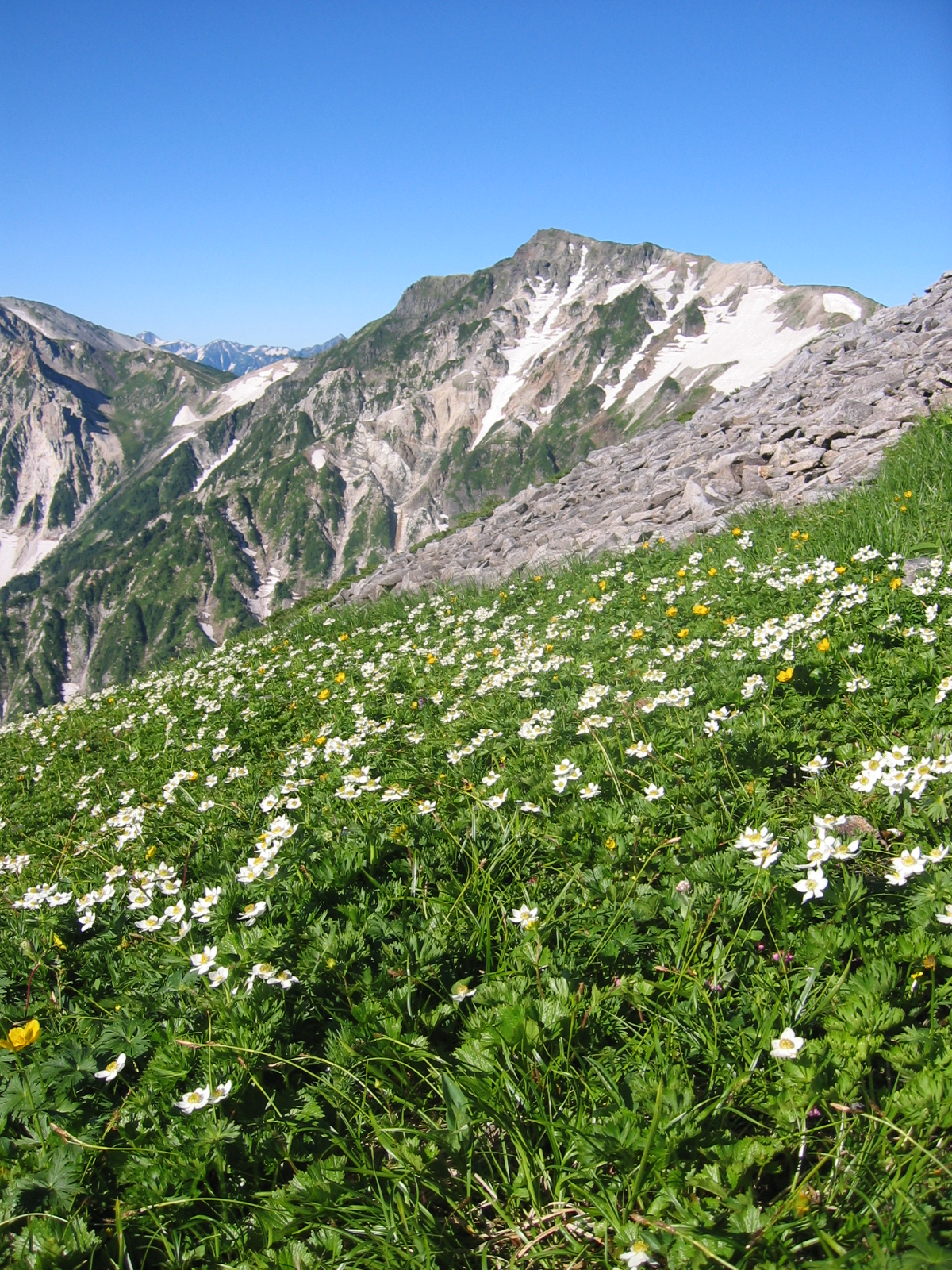
Blomsteräng bland Hakuba-topparna.

Det första kända omnämnandet av den japanska alperna finns i 900-talsverket Tangshu, ett av de kinesiska så kallade 24 historieverken.

## Kända berg och toppar
- Kitadake (3 193 meter)
- Hotakadake (3 190 meter)
- Ainodake (3 189 meter)
- Ontake (3 067 meter)

Hakubatopparna:
- Shiroumadake (2 932 meter)

## Natur
Det finns inga glaciärer i de japanska alperna.
I Södra alperna ligger Södra alpernas nationalpark. Delar av Chubu-Sangaku nationalpark ligger också i alpområdet.
- Wikimedia Commons har media som rör Japanska alperna.